# Заліщицький район
Залі́щицький райо́н, Заліщанщина — колишній район у південній частині Тернопільської області. Утворений 1940. Площа — 683,91 км². Населення — 46,5 тисяч осіб (2017).

## Географія
Територія району становить хвилясту рівнину, порізану долинами рік Дністер, Серет і Джурин (притоки Дністра), Дупла (Тупа) і Хромова (притоки Серету), Поросячка (притока Джурина).
За кліматичними умовами придатний для вирощування всіх сільськогосподарських культур, садівництва (включаючи абрикоси, айву та персики), виноградарства, городництва (ранні сорти помідорів, баклажанів і кавунів), розвитку промислового та житлового будівництва, а також для тривалого і короткочасного відпочинку людей.

### Мінеральні ресурси
Заліщанщина має родовища будівельних матеріалів (гіпсу, гравію, суглинків, глини) та джерела мінеральних вод (сульфатні води). Є рудо-прояви міді й фосфоритів.

### Ґрунти
Найпоширеніший тип ґрунтів — чорноземи.

## Історія
Територія Заліщицького району заселена в період середнього палеоліту (100 — 38 тисяч років до нашої ери).
У часи Київської Русі та Галицько-Волинської держави тут було 25 поселень (міста Червоне і Городок, 5 городищ, 18 селищ).
Найінтенсивніше заселення припадає на XIV-XV ст. Центром краю було м. Червоногрод (не існує від 1970; нині Урочище «Червоне»).
1362–1434 територія нинішнього Заліщицького району належала до Великого князівства Литовського, 1434–1772 — володіння Польщі, 1772–1918 — під владою Австрії. Вересень 1914 — липень 1917 — під окупацією російської армії. Листопад 1918 — липень 1919 належала до ЗУНР. 1919–1939 — Польщі. 1939–1991 — УРСР.
25 травня 2014 року, до Президентських виборів України, у межах Заліщицького району було створено 57 виборчих дільниць. Явка на виборах складала 78,98 % (проголосували 29 845 із 37 787 виборців). Найбільшу кількість голосів отримав Петро Порошенко — 62,40 % (18 623 виборців); Юлія Тимошенко — 16,88 % (5 039 виборців), Олег Ляшко — 8,82 % (2 632 виборців), Анатолій Гриценко — 6,05 % (1 806 виборців). Решта кандидатів набрали меншу кількість голосів. Кількість недійсних або зіпсованих бюлетенів — 0,62 %.

### Епідемія коронавірусу
21 березня 2020 року у священника із Заліщиків було виявлено COVID-19. Це був перший випадок у місті, районі та Тернопільській області. Згодом Заліщицький район став одним з епіцентрів коронавірусу в Тернопільській області і в Україні зокрема.
29 березня кількість інфікованих зросла до 9 осіб.

## Адміністративний поділ
У районі — місто Заліщики (райцентр), смт Товсте та 53 сільських населених пункти.

## Населення
Розподіл населення за віком та статтю (2001)
| Стать | Всього | До 15 років | 15-24 | 25-44 | 45-64 | 65-85 | Понад 85 |
| --- | ------ | ----------- | ----- | ----- | ----- | ----- | -------- |
| Чоловіки | 24 269 | 4981        | 3351  | 7210  | 5352  | 3252  | 123      |
| Жінки | 28 640 | 4769        | 3783  | 6951  | 6503  | 6132  | 502      |
| \| Статево-вікова піраміда \| Статево-вікова піраміда \| Статево-вікова піраміда \| \| ----------------------- \| ----------------------- \| ----------------------- \| \| Чоловіки \| Вік \| Жінки \| \| 123 \| 85 + \| 502 \| \| 216 \| 80-84 \| 672 \| \| 638 \| 75-79 \| 1526 \| \| 1081 \| 70-74 \| 1976 \| \| 1317 \| 65-69 \| 1958 \| \| 1411 \| 60-64 \| 1941 \| \| 1019 \| 55-59 \| 1316 \| \| 1364 \| 50-54 \| 1622 \| \| 1558 \| 45-49 \| 1624 \| \| 1865 \| 40-44 \| 1838 \| \| 1773 \| 35-39 \| 1658 \| \| 1798 \| 30-34 \| 1704 \| \| 1774 \| 25-29 \| 1751 \| \| 1617 \| 20-24 \| 1730 \| \| 1734 \| 15-20 \| 2053 \| \| 1925 \| 10-14 \| 1812 \| \| 1680 \| 5-9 \| 1602 \| \| 1376 \| 0-4 \| 1355 \| |        |             |       |       |       |       |          |
| Статево-вікова піраміда |        |             |       |       |       |       |          |
| Чоловіки | Вік    | Жінки       |       |       |       |       |          |
| 123 | 85 +   | 502         |       |       |       |       |          |
| 216 | 80-84  | 672         |       |       |       |       |          |
| 638 | 75-79  | 1526        |       |       |       |       |          |
| 1081 | 70-74  | 1976        |       |       |       |       |          |
| 1317 | 65-69  | 1958        |       |       |       |       |          |
| 1411 | 60-64  | 1941        |       |       |       |       |          |
| 1019 | 55-59  | 1316        |       |       |       |       |          |
| 1364 | 50-54  | 1622        |       |       |       |       |          |
| 1558 | 45-49  | 1624        |       |       |       |       |          |
| 1865 | 40-44  | 1838        |       |       |       |       |          |
| 1773 | 35-39  | 1658        |       |       |       |       |          |
| 1798 | 30-34  | 1704        |       |       |       |       |          |
| 1774 | 25-29  | 1751        |       |       |       |       |          |
| 1617 | 20-24  | 1730        |       |       |       |       |          |
| 1734 | 15-20  | 2053        |       |       |       |       |          |
| 1925 | 10-14  | 1812        |       |       |       |       |          |
| 1680 | 5-9    | 1602        |       |       |       |       |          |
| 1376 | 0-4    | 1355        |       |       |       |       |          |

Етнічний склад
- українці — 98,2 %,
- росіяни, поляки, молдавани та ін. — 0,8 %.

## Промисловість
У районі працюють 11 промислових підприємств, на яких виробляють плодоовочеві консерви, хліб і хлібобулочні вироби, масло тваринне, продукцію з незбираного молока, швейні та пластмасові вироби, поліетиленову плівку, мінеральну воду, безалкогольні напої, оцет, вироби з оцинкованої бляхи, гумове взуття, ковбаси та інше.
Серед підприємств:
- «Арма»
- «Піон»
- «DF Agro» (Синьків)
- «Молочні дари»
- агробуд

## Сільське господарство
Сільське господарство спеціалізується на вирощуванні зернових і технічних культур.
Діють 23 приватних підприємства, 51 фермерське господарство, 17 ТОВ та 1 державне підприємство аграрного коледжу.

## Транспорт
Основне транспортне навантаження — на шляхи загальнодержавного значення: E85 (Брест — Кишинів — Одеса), Могилів-Подільський — Коломия — Делятин.

## Заповідний фонд
Відповідно до Указу Президента України від 03.02.2010 № 96/2010 на території Заліщицького району утворено національний природний парк «Дністровський каньйон».
На околицях Заліщиків обабіч Дністра є державні ботанічні заказники Жежавський (155 га), Обіжевський (168 га) та урочище «Криве» (56 га).
В районі Касперівського водосховища на річці Серет — державний ландшафтний заказник (656 га).
Діють база відпочинку «Росинка» поблизу села Касперівці та шкільний табір «Ромашка» в урочищі «Червоне» біля села Нирків.

## Соціальна сфера
Є 48 загальноосвітніх шкіл, художня і 2 музичних школи, школа-інтернат, гімназія, дитячий ревматологічний санаторій, ДЮСШ, 4 позашкільні заклади, ПТУ № 7, СПТУ № 22, аграрний коледж, 2 лікарні, 36 ФАПів, 15 амбулаторій, 3 фельдшерських здоровпунктів, обласний тубдиспансер, 23 будинки народної творчості, 29 народних домів, 2 кінотеатри, 54 бібліотеки, 1 державний і 13 громадських музеїв, стадіони, готель.

## Культура
18 художнім колективам присвоєно звання «народний», серед них:
- капела «Гомін»,
- хор «Добровляни»,
- ансамбль пісні й танцю «Дністер»,
- «Хлібодари»,
- «Синьківчанка»,
- аматорський театр РБНТ,
- хорова капела 3аліщицької музичної школи та інші.

## Релігія
Діють релігійні громади:
- 46 — УГКЦ,
- 29 — ПЦУ,
- 2 — РКЦ,
- 1 — ЦХВЄ
- 1 — А7Д.

### Дерев'яні храми
| Село        | Назва церкви             | Рік побудови |
| ----------- | ------------------------ | ------------ |
| Блищанка    | святого Іоанна Богослова | 1867         |
| Зелений Гай | святої Параскеви         | 1784         |
| Кулаківці   | святого Димитрія         | 1862         |
| Кошилівці   |                          |              |
| Солоне      | Святого Духа             | 1860         |

## Археологічні пам'ятки
На території району — пізньопалеолітична стоянка в урочищі «Балки» (с. Лисичники), трипільські поселення в урочищах «Обоз» (с. Кошилівці), «Садище», «Ущилівка» (м. Заліщики), «Горби» (с. Блищанка), поховання культури кулястих амфор (села Слобідка, Угриньківці, Хартонівці), поселення культури «Ноа» в урочищі «Городище» (с. Лисичники), поселення культури Гава-Голігради в урочищах «Вигошів» (с. Голігради), «Під валом» (с. Лисичники), «Лучка-на-Горбі» (с. Бедриківці), скіфські кургани (села Городок, 3озулинці, Дуплиська), поселення липицької культури (села Касперівці, Лисичники і Блищанка), черняхівської (села Слобідка, Дзвиняч, Шипівці, смт Товсте), давньослов'янська (села 3елений Гай, Касперівці), давньоруська (села Синьків, Городок, 3елений Гай, Слобідка, Голігради, Дунів і Нирків, м. 3аліщики).
Ці пам'ятки в радянський час досліджували археологи Ю. Малєєв, В. Конопля, В. Олійник.

## Відомі люди

### Уродженці району
- краєзнавець, засновник повітового музею в 3аліщиках (1929) Й. Шварц
- поет, священик Г. Савчинський.
- Денис Анатолій Михайлович
- архітектор Я. 3убжицький
- педагог і літератор М. Бзова
- краєзнавець Л. Скибіцький
- митець Г. Шабатура
- правозахисниця, килимарниця С. Шабатура
- бізнесмен Д. Фірташ
- композитор і диригент М. Гайворонський
- актор і режисер Є. Коханенко
- громадсько-політичний діяч Р. Яросевич
- кооперативний діяч, професор Є. Храпливий
- агроном-помолог Роман Коцик
- етнограф і фольклорист Е. Коритко
- доктор філології о. С. Кархут
- мовознавець М. Пушкар
- громадський діяч і журналіст Василь Верига
- педагог, доктор філософії Т. Ляхович
- письменники
  - В. Барна
  - М. Куземко (Гуменюк)
  - Василь Тракало
- Герой Радянського Союзу Степан Кошель
- Герої Соціалістичної Праці
  - Мотрук Петро Костянтинович (1905—1990) — депутат Верховної Ради УРСР, Тернопільської обласної ради, Герой соціалістичної праці (1966)
  - Середа Марія Степанівна (нар. 1939) — Герой соціалістичної праці (1971)
  - Юрчишин Ганна Степанівна (нар. 1941) — депутат Верховної Ради УРСР у 1975—1990 роках (9, 10 та 11-те скликання), Герой соціалістичної праці.

### Парламентські посли
- Дволінський Степан

## Пам'ятники
У населених пунктах району встановлено пам'ятники:
- полеглим у 2-й світовій війні землякам і воїнам РА
- діячам ОУН
- воякам УГА і УПА
- споруджено символічні могили Борцям за волю України.